# Смерклов
Смерклов (укр. Смерклів) — село в Тлумачской городской общине Ивано-Франковского района Ивано-Франковской области Украины.
Население по переписи 2001 года составляло 108 человек. Занимает площадь 7,817 км². Почтовый индекс — 78013. Телефонный код — 03479.